# Boann

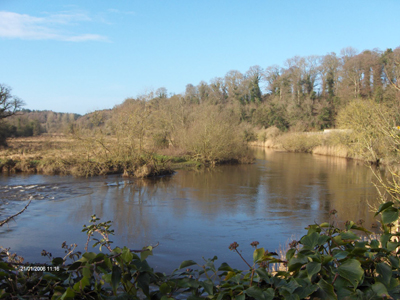
Il fiume Boyne.

Nella mitologia irlandese Boann (o Boand) è la dea del fiume Boyne.

## Mito
Secondo il Lebor Gabála Érenn era figlia di Delbáeth figlio di Elada dei Túatha Dé Danann. A seconda della fonte suo marito era Nechtan, Elcmar o Nuada. Aveva per amante il Dagda, da cui ebbe Aengus. Per nascondere la loro relazione, il Dagda fermò il sole per nove mesi. Alla fine nacque Aengus, concepito, portato in gravidanza e nato in un giorno.
Nel Dindshenchas Boann creò il Boyne. Anche se suo marito Nechtan lo proibì, Boann si avvicinò al magico pozzo di Segais (noto anche come il Pozzo della Saggezza) che era circondato da noccioli. Le nocciole cadevano nel pozzo, dove venivano mangiate da un salmone maculato (noto come il Salmone della saggezza). Boann sfidò il potere del pozzo camminandovi attorno in senso antiorario. Allora le acque si gonfiarono violentemente e si aprirono la strada fino al mare creando il Boyne. Boann fu travolta dall'inondazione perse un braccio, una gamba, un occhio e infine la vita. Il fiume viene paragonato ad altri famosi fiumi di altri paesi come il Severn, il Tevere, il Giordano, il Tigri e l'Eufrate.
Nel Táin Bó Fraích Boann è la zia materna e la protettrice del mortale Fráech, figlio di sua sorella Bébinn.

## Etimologia
Il nome Boann viene interpretato come "Mucca Bianca" (dall'irlandese bó fhionn; antico irlandese bó find). Nella Geografia di Tolomeo il fiume Boyne viene chiamato Bubindas, probabilmente dall'antico celtico *Bou-vindā, "mucca bianca".

## Identificazioni
Commentatori moderni e neopagani a volte identificano Boann con la dea Brigid o con sua madre. Tuttavia non ci sono fonti celtiche che lo attestino. Alcuni scrittori pensano che come per la dea Brigid e la successiva Santa Brigida d'Irlanda, le leggende di numerose dee "minori" con associazioni simili possono essere stati incorporati nella figura di Brigid.